# هلس

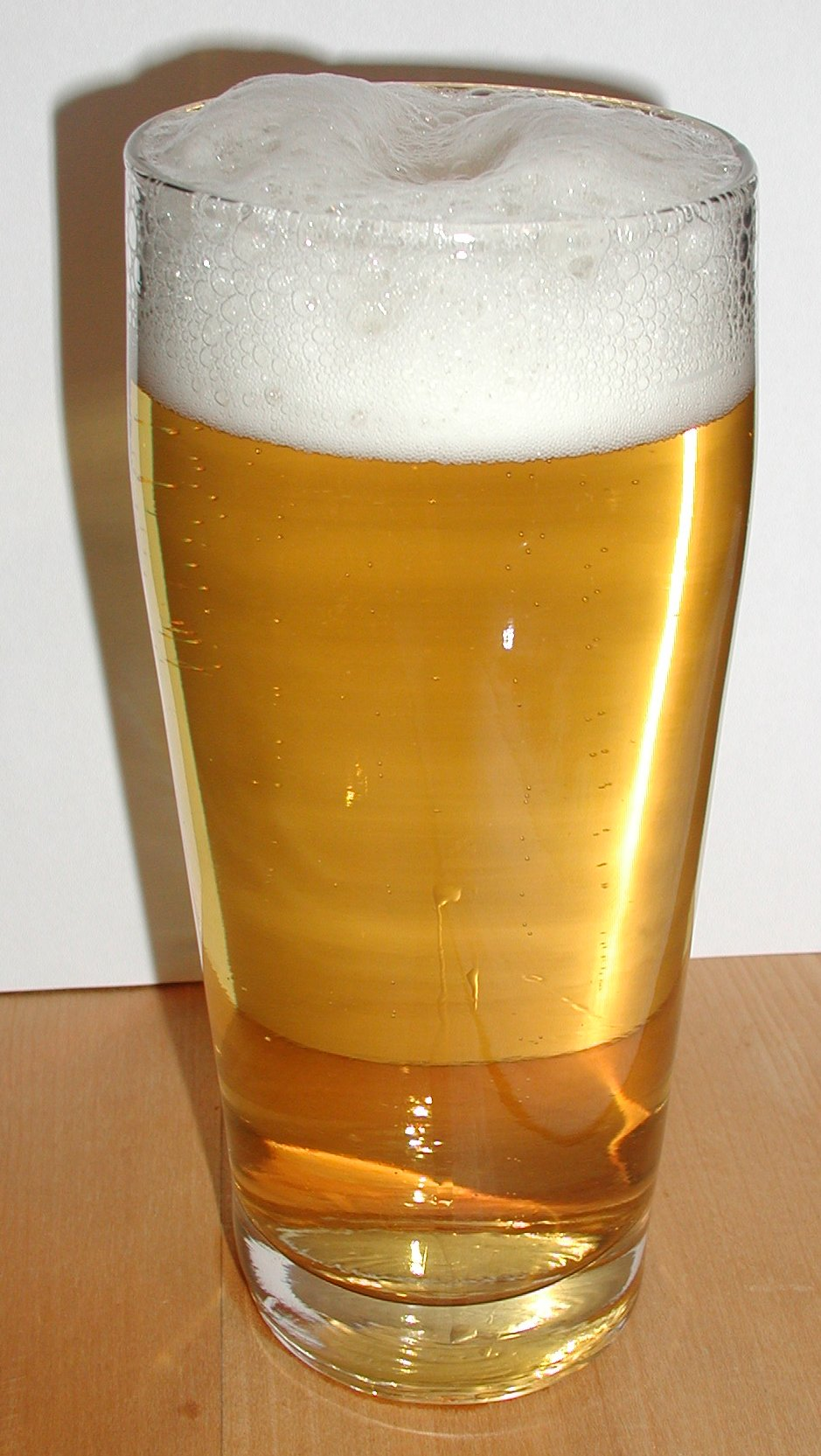
یک لیوان آبجوی هِلِس

هِلِس (به آلمانی: Helles) یا هِل یک آبجوی لاگر روشن سنتی آلمانی است که عمدتاً در جنوب آلمان، به ویژه مونیخ تولید می‌شود. کلمهٔ آلمانی Hell را می‌توان «روشن» یا «درخشان» ترجمه کرد.

## مشخصات طعم
آبجوهای هلس معمولاً قوی، با شیرینی ملایم، رنگ روشن، و تلخی کم هستند. این نوع آبجو به دلیل فیلترشدن قبل از فرایند بطری‌شدن، شفاف هستند، اگرچه برخی از رستوران‌ها و آبجوسازی‌ها نمونهٔ بدون فیلتر را نیز ارائه می‌دهند. هلس به سبک مونیخ نوعی آبجوی زرد است که با استفاده از تخمیر خنک با مخمری مانند Saccharomyces pastorianus، رازک تلخ مانند هالرتاو و وزن مخصوص اصلی (قبل از تخمیر) بین ۱٫۰۴۴ و ۱٫۰۵۳ (۱۱ تا ۱۳ درجه پلاتو) فرآوری می‌شود. و بین ۴٫۵ تا ۶ درصد الکل دارد. هلس نسبت به آبجوهای پیلسنر آلمانی طعم هاپ کمتری دارد.

## تاریخچه
تا دههٔ ۱۹۶۰، هلس به‌طور جهانی در مناطق آلمانی‌زبان در دسترس بود. در بسیاری از مناطق، هلس به آرامی با آبجوهایی به سبک پیلسنر جایگزین شد، که این جایگزینی به‌واسطهٔ تغییر نوع ارائهٔ آبجوها از بشکه‌ای به بطری نیز بود که مصرف‌کنندگان ترجیح می‌دادند از آبجوی بطری‌شده استفاده کنند. در مناطق خارج از جنوب آلمان، هلس در سال ۲۰۱۰ محبوبیت خود را به دست آورد، به ویژه در برلین، که تصویر سنتی آبجو مد روز شده است.

## توزیع
هلس در مناطق جنوبی آلمان مانند باواریا، فرانکونیا و بادن-وورتمبرگ از محبوبیت زیادی برخوردار است. در این مناطق علاوه بر اصطلاح هلس، از اشپتسیال، لندبیر، «لاگر مونیخی»، یا «اکسپورت» نیز استفاده می‌شود. هیچ تمایز واضحی بین لاگر و اکسپورت وجود ندارد، اگرچه اکسپورت معمولاً از نظر سبک به دورتموندر اکسپورت نزدیک‌تر است که درصد الکل کمی بالاتر از ۵٫۵٪ به‌منظور ماندگاری طولانی دارد.